# Pauline Roels
Pauline Roels (21. siječnja 1986.) je hokejašica na travi. Najduže je igrala u Nizozemskoj u klubu Rotterdam. Sudjelovala je na Panameričkim igrama 2007., gdje je osvojila broncu.

## Vanjske poveznice
- (nizoz.) Pauline Roels  Arhivirana inačica izvorne stranice od 12. prosinca 2007. (Wayback Machine)
- (engl.) Pauline Roels